# Détournement du vol Air Afrique 056
Le 24 juillet 1987, un pirate de l'air détourne le vol Air Afrique 056 reliant Brazzaville–Bangui–Rome–Paris et le force à atterrir à l'aéroport international de Genève. Durant le détournement, un passager français est abattu par le pirate et un steward sénégalais est grièvement blessé.

## Les faits
Le pirate, un Libanais de 21 ans se réclamant du Front populaire de libération de la Palestine (FPLP) détourne l'avion, un Douglas DC-10-30 immatriculé TU-TAL, après l'escale de Rome-Fiumicino. Il est armé d'une arme de poing avec plus d'une centaine de munitions, et d'une ceinture piégée de 500 grammes de TNT. Il demande que l'avion se pose à Beyrouth, mais le commandant de bord lui informe qu'il ne dispose pas d'assez de kérosène pour un aussi long voyage. Le commandant propose alors de se poser à Genève pour faire le plein, ce que le pirate accepte.

## Procès du pirate
Deux ans après les faits, Hussein Hariri est jugé au Tribunal fédéral de Lausanne pour assassinat, tentative d'assassinat et détournement d'avion. Il ne bénéficie d'aucune circonstance atténuante et est condamné à la prison à perpétuité. Il sera libéré de prison en 2004, après plusieurs évasions, et expulsé du territoire suisse avec une interdiction de séjour.